# Eccymatoge fulvida
Eccymatoge fulvida är en fjärilsart som beskrevs av Turner 1907. Eccymatoge fulvida ingår i släktet Eccymatoge och familjen mätare. Inga underarter finns listade i Catalogue of Life.

## Bildgalleri

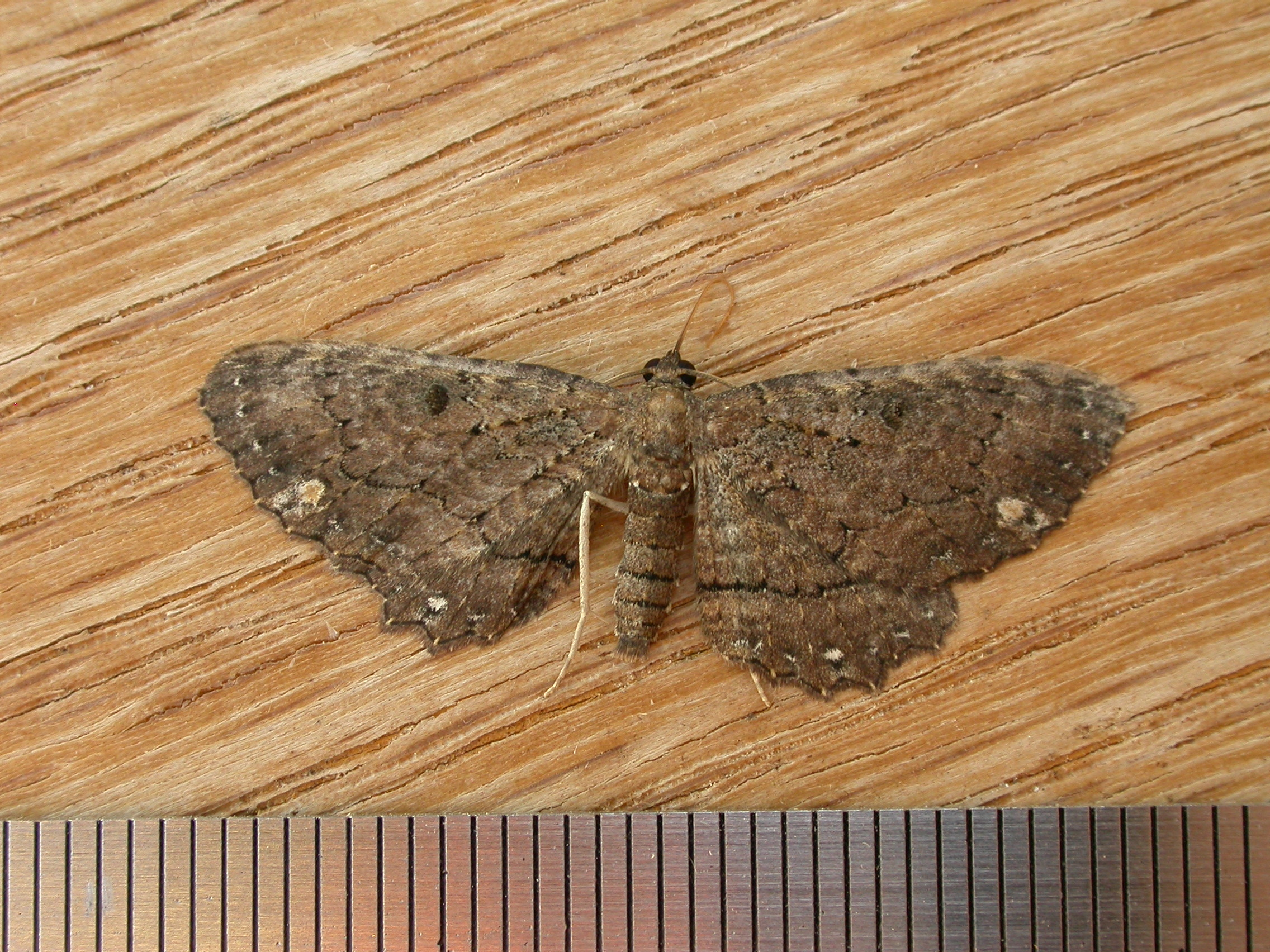